# Turkish Delight (film)
Turkish Delight è un film muto del 1927 diretto da Paul Sloane. Ambientato tra New York e il fantasioso regno del Tamboustan, è una commedia sceneggiata da Tay Garnett su un soggetto di Irvin S. Cobb, adattata per lo schermo da Albert S. Le Vino. Prodotto dalla DeMille Pictures Corporation sotto la supervisione di C. Gardner Sullivan, il film aveva come interpreti Julia Faye, Rudolph Schildkraut, Kenneth Thomson, Louis Natheaux, May Robson.

## Trama
Abdul Hassan, un pomposo mercante di tappeti turco che vive a New York, disdegna le compagnie femminili con l'unica eccezione di sua nipote Zelma che è di origine americana. Nel frattempo al suo paese, il Tamboustan, la spietata vedova del sultano sale al trono dopo che sette eredi maschi hanno incontrato morte violenta (e sospetta). Il suo malvagio consigliere Achmet Ali informa la sultana che Abdul è, adesso, l'erede legittimo al trono. Lei, allora, lo convoca con la scusa di conoscerlo per poi prenderlo come sposo. Accompagnato da Zelma, Abdul parte. Durante il viaggio, la giovane donna incontra e si innamora del ricco avventuriero americano Donald Sims che, nonostante le proteste del mercante, li segue fino in Tamboustan. Dove, però, viene arrestato e messo in prigione. Zelma, per liberarlo, provoca una rivolta nell'harem che raggiunge lo scopo prefisso. La donna riesce anche a mettere i bastoni tra le ruote agli scagnozzi sguinzagliati dalla sultana alla ricerca di Abdul. Decisi a fuggire da quel pericoloso paese, Zelma, Donald, Abdul e una ragazza dell'harem, raggiungono la libertà lasciando il Tamboustan alla volta degli Stati Uniti.

## Produzione
Le riprese del film, prodotto dalla DeMille Pictures Corporation, ebbero inizio a fine gennaio 1917, ai DeMille Studios di Culver City, in California.

## Distribuzione
Il copyright del film, richiesto dalla Pathé Exchange, fu registrato il 3 novembre 1927 con il numero LP24612.

Distribuito dalla Producers Distributing Corporation (PDC) e Pathé Exchange, il film uscì nelle sale statunitensi l'11 novembre 1927.

### Conservazione
Copia completa della pellicola si trova conservata negli archivi dell'UCLA Film And Television Archive di Los Angeles.